# Pilha de Clark

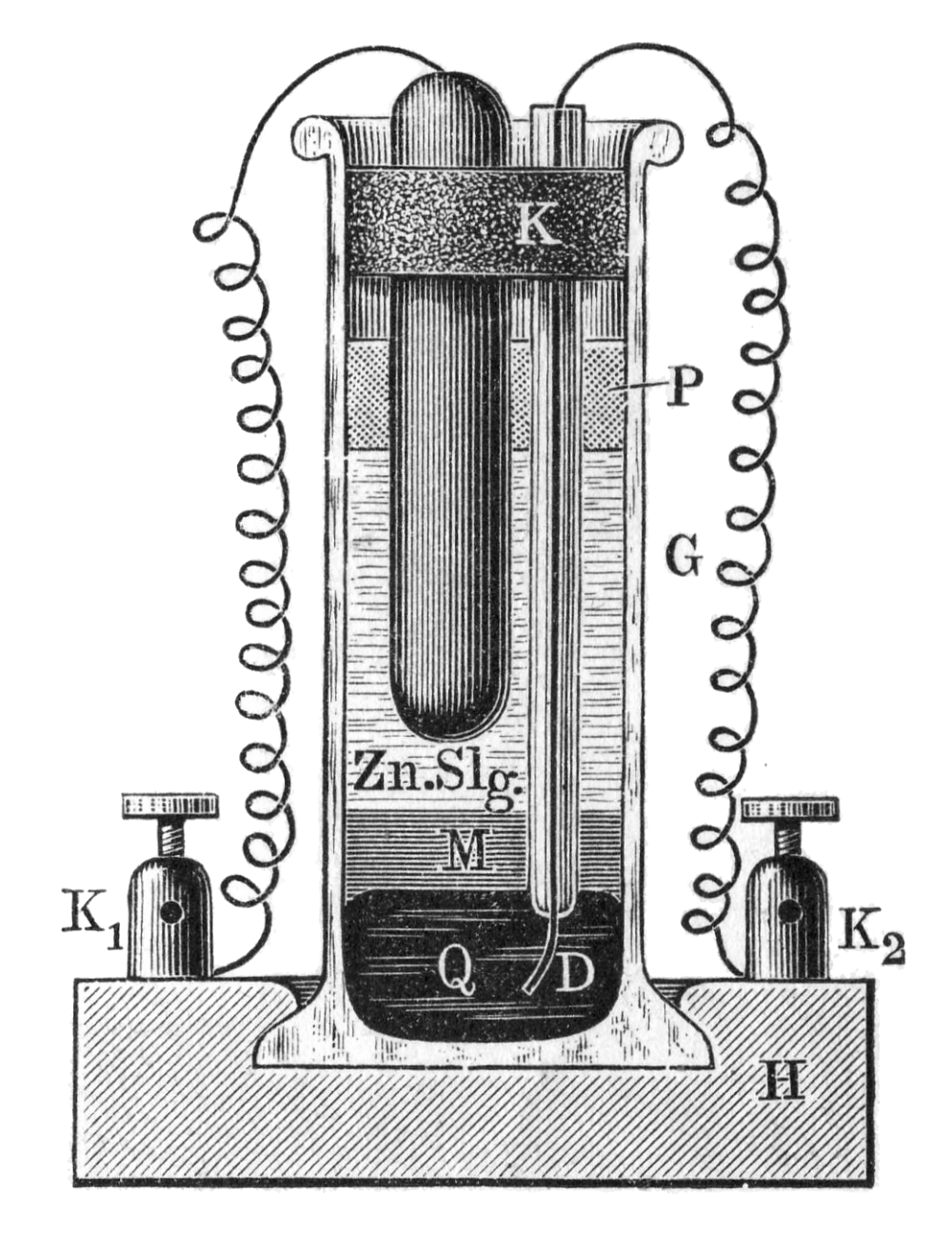
Clark cell (1897)

Pilha de Clark, é uma pilha inventada pelo engenheiro inglês Josiah Latimer Clark em 1873. É uma pilha molhada que produz energia de forma constante e estável. Em 1893, a corrente de saída da Pilha Clark era de 15 C e foi padronizada pelo International Electrical Congress como 1,434 volts, e este padrão tornou-se lei nos Estados Unidos em 1894. Este padrão foi seguido posteriormente pela Pilha de Weston 

## Química
A pilha de Clark usa zinco, ou zinco amálgama como ânodo e uma solução de  mercúrio como cátodo saturada em uma solução aquosa de sulfato de zinco, com uma pasta de sulfato de mercúrio como despolarizador.

## Características
A célula 1,4328 volts a uma temperatura de 15°C (288  K). Em 1905, as células Clark foram substituídas por um padrão de pilha mais tolerante a temperatura, a Pilha de Weston.